# Elezioni parlamentari in Islanda del 1979
Le elezioni parlamentari in Islanda del 1979 si tennero il 2 e 3 dicembre per il rinnovo di entrambe le camere dell'Althing. In seguito all'esito elettorale, Benedikt Sigurðsson Gröndal, espressione del Partito Socialdemocratico, divenne Primo ministro; nel 1980 fu sostituito da Gunnar Thoroddsen, esponente del Partito dell'Indipendenza.

## Risultati
| Liste                     | Voti    | %     | Seggi        | Seggi       |
| Liste                     | Voti    | %     | Camera bassa | Camera alta |
| ------------------------- | ------- | ----- | ------------ | ----------- |
| Partito dell'Indipendenza | 43.838  | 35,42 | 14           | 7           |
| Partito Progressista      | 30.861  | 24,94 | 11           | 6           |
| Alleanza Popolare         | 24.401  | 19,72 | 7            | 4           |
| Partito Socialdemocratico | 21.580  | 17,44 | 7            | 3           |
| Altri                     | 3.071   | 2,48  | 1            | -           |
| Totale                    | 123.751 |       | 40           | 20          |